# جان-بيير نسامي
جان بيار نسام (بالفرنسية: Jean-Pierre Nsame)‏ (1 مايو 1993 بدوالا في الكاميرون - ) هو لاعب كرة قدم فرنسي في مركز الهجوم. لعب مع نادي أميين ونادي أنجيه ونادي سيرفيت ونادي يانغ بويز وUSJA Carquefou ‏.

## روابط خارجية
- جان-بيير نسامي على موقع الاتحاد الأوربي (الإنجليزية)
- جان-بيير نسامي على موقع رابطة كرة القدم الفرنسية للمحترفين (الإنجليزية)
- جان-بيير نسامي على موقع قاعدة بيانات كرة القدم.إي يو (الإنجليزية)
- جان-بيير نسامي على موقع ليكيب (الفرنسية)
- جان-بيير نسامي على موقع ناشيونال فوتبول تيمز (الإنجليزية)
- جان-بيير نسامي على موقع Soccerbase.com (لاعب) (الإنجليزية)
- جان-بيير نسامي على موقع Soccerway.com (الإنجليزية)
- جان-بيير نسامي على موقع عالم كرة القدم.نت (الإنجليزية)
- جان-بيير نسامي على موقع AS.com (الإسبانية)